# Sclerocroton cornutus
Sclerocroton cornutus är en törelväxtart som först beskrevs av Ferdinand Albin Pax, och fick sitt nu gällande namn av Robert C. Kruijt och Roebers. Sclerocroton cornutus ingår i släktet Sclerocroton och familjen törelväxter. Inga underarter finns listade i Catalogue of Life.